# Pro Victoria Pallavolo 2020-2021
Questa voce raccoglie le informazioni riguardanti la Pro Victoria Pallavolo nelle competizioni ufficiali della stagione 2020-2021.

## Stagione
Nella stagione 2020-21 la Pro Victoria Pallavolo assume la denominazione sponsorizzata di Saugella Monza.
Raggiunge i quarti di finale nella Supercoppa italiana, eliminata dalla Savino Del Bene.
Partecipa per la quinta volta alla Serie A1; chiude la regular season di campionato al terzo posto in classifica, qualificandosi per i play-off scudetto, dove viene eliminata nelle semifinali dall'AGIL.
Grazie al quarto posto in classifica al termine del girone di andata della regular season di campionato, la Pro Victoria si qualifica per la Coppa Italia, estromessa in semifinale a seguito della sconfitta contro l'Imoco.
Partecipa inoltre alla Coppa CEV: vince la competizione, battendo nel doppio confronto finale entrambe le volte per 3-0, il Galatasaray.

## Organigramma societario
Area direttiva
- Presidente: Carlo Rigaldo

Area tecnica
- Allenatore: Marco Gaspari
- Allenatore in seconda: Fabio Parazzoli
- Assistente allenatore: Luca Bugaioni

Area sanitaria
- Medico: Carlo Maria Pozzi
- Fisioterapista: Davide Spinelli
- Preparatore atletico: Daniel Lecouna

## Rosa
| N° | Nome                  | Ruolo | Data di nascita   | Nazionalità sportiva |
| -- | --------------------- | ----- | ----------------- | -------------------- |
| 3  | Giulia Carraro        | P     | 25 luglio 1994    | Italia               |
| 4  | Federica Squarcini    | C     | 24 settembre 2000 | Italia               |
| 5  | Laura Heyrman         | C     | 17 maggio 1993    | Belgio               |
| 7  | Lise Van Hecke        | O     | 1º luglio 1992    | Belgio               |
| 8  | Alessia Orro          | P     | 18 luglio 1998    | Italia               |
| 10 | Edina Begić           | S     | 9 ottobre 1992    | Bosnia ed Erzegovina |
| 11 | Anna Danesi           | C     | 20 aprile 1996    | Italia               |
| 12 | Hanna Orthmann        | S     | 3 ottobre 1998    | Germania             |
| 14 | Floortje Meijners     | S     | 16 gennaio 1987   | Paesi Bassi          |
| 16 | Josephine Obossa      | O     | 20 maggio 1999    | Italia               |
| 18 | Hanna Hryškevič       | S     | 8 febbraio 2000   | Bielorussia          |
| 20 | Beatrice Parrocchiale | L     | 26 dicembre 1995  | Italia               |
| 99 | Beatrice Negretti     | L     | 16 novembre 1999  | Italia               |

## Mercato
| Acquisti | Acquisti          | Acquisti        | Acquisti   |
| R.       | Nome              | da              | Modalità   |
| -------- | ----------------- | --------------- | ---------- |
| P        | Giulia Carraro    | Savino Del Bene | definitivo |
| S        | Hanna Hryškevič   | -               | definitivo |
| L        | Beatrice Negretti | UYBA            | definitivo |
| P        | Alessia Orro      | UYBA            | definitivo |
| O        | Lise Van Hecke    | Cuneo Granda    | definitivo |

| Cessioni | Cessioni          | Cessioni              | Cessioni   |
| R.       | Nome              | a                     | Modalità   |
| -------- | ----------------- | --------------------- | ---------- |
| L        | Ilaria Bonvicini  | Adolfo Consolini      | definitivo |
| S        | Mariana Costa     | Praia Clube           | definitivo |
| P        | Isabella Di Iulio | Wealth Planet Perugia | definitivo |
| S/O      | Serena Ortolani   | Wealth Planet Perugia | definitivo |
| S        | Kathryn Plummer   | Denso Airybees        | definitivo |
| P        | Katarzyna Skorupa | Radomka               | definitivo |

## Risultati

### Serie A1

#### Girone di andata
| 1ª giornata - 19 settembre 2020 Palazzetto dello Sport, Monza | Pro Victoria      | 3 - 1 | UYBA                  | 25-13, 25-22, 21-25, 25-22        |
| 2ª giornata - 27 settembre 2020 PalaCastagnaretta, Cuneo      | Cuneo Granda      | 3 - 0 | Pro Victoria          | 25-22, 31-29, 25-23               |
| 3ª giornata - 20 ottobre 2020 Palazzetto dello Sport, Monza   | Pro Victoria      | 3 - 1 | San Casciano          | 25-20, 22-25, 25-15, 25-22        |
| 4ª giornata - 10 ottobre 2020 Palazzetto dello Sport, Monza   | Pro Victoria      | 3 - 1 | AGIL                  | 26-24, 25-21, 22-25, 25-20        |
| 5ª giornata - 14 ottobre 2020 PalaMaddalene, Chieri           | Chieri '76        | 3 - 2 | Pro Victoria          | 25-15, 24-26, 25-19, 22-25, 16-14 |
| 7ª giornata - 24 ottobre 2020 PalaVerde, Villorba             | Imoco             | 3 - 0 | Pro Victoria          | 25-16, 25-23, 25-14               |
| 8ª giornata - 28 ottobre 2020 Palazzetto dello Sport, Monza   | Pro Victoria      | 3 - 2 | Bergamo               | 21-25, 25-14, 25-21, 27-29, 15-10 |
| 9ª giornata - 31 ottobre 2020 Palazzetto dello Sport, Monza   | Pro Victoria      | 3 - 2 | Savino Del Bene       | 25-21, 22-25, 25-13, 19-25, 15-10 |
| 10ª giornata - 25 novembre 2020 PalaSanbapolis, Trento        | Trentino Rosa     | 0 - 3 | Pro Victoria          | 18-25, 18-25, 23-25               |
| 11ª giornata - 7 novembre 2020 PalaRadi, Cremona              | Casalmaggiore     | 2 - 3 | Pro Victoria          | 23-25, 25-20, 25-16, 24-26, 13-15 |
| 12ª giornata - 15 novembre 2020 Palazzetto dello Sport, Monza | Pro Victoria      | 3 - 1 | Wealth Planet Perugia | 26-28, 25-20, 25-23, 25-21        |
| 13ª giornata - 21 novembre 2020 PalaGeorge, Montichiari       | Millenium Brescia | 0 - 3 | Pro Victoria          | 15-25, 19-25, 21-25               |

#### Girone di ritorno
| 14ª giornata - 17 febbraio 2021 PalaPiantanida, Busto Arsizio | UYBA                  | 3 - 0 | Pro Victoria      | 25-22, 25-23, 25-22               |
| 15ª giornata - 13 gennaio 2021 Palazzetto dello Sport, Monza  | Pro Victoria          | 3 - 1 | Cuneo Granda      | 25-19, 25-21, 22-25, 25-21        |
| 16ª giornata - 17 gennaio 2021 Nelson Mandela Forum, Firenze  | San Casciano          | 0 - 3 | Pro Victoria      | 17-25, 17-25, 20-25               |
| 17ª giornata - 20 gennaio 2021 PalaTerdoppio, Novara          | AGIL                  | 0 - 3 | Pro Victoria      | 23-25, 23-25, 22-25               |
| 18ª giornata - 10 gennaio 2021 Palazzetto dello Sport, Monza  | Pro Victoria          | 3 - 2 | Chieri '76        | 26-24, 22-25, 19-25, 25-21, 15-13 |
| 20ª giornata - 30 gennaio 2021 Palazzetto dello Sport, Monza  | Pro Victoria          | 0 - 3 | Imoco             | 15-25, 20-25, 25-27               |
| 21ª giornata - 6 gennaio 2021 Palazzetto dello sport, Bergamo | Bergamo               | 0 - 3 | Pro Victoria      | 16-25, 21-25, 20-25               |
| 22ª giornata - 7 marzo 2021 Palazzetto dello Sport, Scandicci | Savino Del Bene       | 1 - 3 | Pro Victoria      | 25-20, 21-25, 19-25, 29-31        |
| 23ª giornata - 14 febbraio 2021 Palazzetto dello Sport, Monza | Pro Victoria          | 3 - 0 | Trentino Rosa     | 25-12, 25-17, 25-18               |
| 24ª giornata - 23 gennaio 2021 Palazzetto dello Sport, Monza  | Pro Victoria          | 3 - 1 | Casalmaggiore     | 25-23, 24-26, 25-23, 25-13        |
| 25ª giornata - 20 febbraio 2021 PalaEvangelisti, Perugia      | Wealth Planet Perugia | 1 - 3 | Pro Victoria      | 20-25, 25-19, 23-25, 13-25        |
| 26ª giornata - 27 febbraio 2021 Palazzetto dello Sport, Monza | Pro Victoria          | 3 - 1 | Millenium Brescia | 25-23, 20-25, 25-13, 25-22        |

#### Play-off scudetto
| Quarti di finale (gara 1) - 29 marzo 2021 Palazzetto dello Sport, Monza | Pro Victoria | 3 - 0 | Chieri '76   | 25-22, 25-20, 25-18               |
| Quarti di finale (gara 2) - 1º aprile 2021 PalaMaddalene, Chieri        | Chieri '76   | 3 - 2 | Pro Victoria | 25-23, 19-25, 25-20, 17-25, 15-11 |
| Quarti di finale (gara 3) - 4 aprile 2021 Palazzetto dello Sport, Monza | Pro Victoria | 3 - 1 | Chieri '76   | 25-19, 25-22, 18-25, 25-15        |
| Semifinali (gara 1) - 7 aprile 2021 PalaTerdoppio, Novara               | AGIL         | 3 - 2 | Pro Victoria | 25-21, 23-25, 25-17, 23-25, 15-10 |
| Semifinali (gara 2) - 10 aprile 2021 Palazzetto dello Sport, Monza      | Pro Victoria | 1 - 3 | AGIL         | 25-21, 21-25, 19-25, 23-25        |

### Coppa Italia
| Quarti di finale - 10 marzo 2021 Palazzetto dello Sport, Monza | Pro Victoria | 3 - 1 | Savino Del Bene | 25-23, 23-25, 25-22, 25-18 |
| Semifinali - 13 marzo 2021 RDS Stadium, Rimini                 | Imoco        | 3 - 1 | Pro Victoria    | 25-17, 26-28, 25-14, 25-20 |

### Supercoppa italiana
| Ottavi di finale - 29 agosto 2020 Palazzetto dello Sport, Monza       | Pro Victoria    | 3 - 2 | Cuneo Granda | 25-27, 25-16, 25-20, 23-25, 15-13 |
| Quarti di finale - 2 settembre 2020 Palazzetto dello Sport, Scandicci | Savino Del Bene | 3 - 1 | Pro Victoria | 25-22, 25-21, 25-27, 25-21        |

### Coppa CEV
| Sedicesimi di finale (andata) - 11 novembre 2020 -                      | Pro Victoria | 3 - 0 | Neuchâtel    | 25-0, 25-0, 25-0           |
| Sedicesimi di finale (ritorno) - - -                                    | Neuchâtel    | 0 - 3 | Pro Victoria | 0-25, 0-25, 0-25           |
| Ottavi di finale - 26 gennaio 2021 Palazzetto dello Sport, Monza        | Békéscsabai  | 0 - 3 | Pro Victoria | 16-25, 27-29, 22-25        |
| Quarti di finale - 27 gennaio 2021 Palazzetto dello Sport, Monza        | Pro Victoria | 3 - 1 | Ub           | 18-25, 25-19, 25-14, 25-18 |
| Semifinali (andata) - 24 febbraio 2021 Palazzetto dello Sport, Monza    | Pro Victoria | 3 - 0 | TENT         | 25-15, 25-22, 25-12        |
| Semifinali (ritorno) - 2 marzo 2021 Sportsko-kulturni centar, Obrenovac | TENT         | 0 - 3 | Pro Victoria | 24-26, 20-25, 23-25        |
| Finale (andata) - 16 marzo 2021 Palazzetto dello Sport, Monza           | Pro Victoria | 3 - 0 | Galatasaray  | 25-23, 25-15, 25-16        |
| Finale (ritorno) - 23 marzo 2021 Burhan Felek Spor Salonu, Istanbul     | Galatasaray  | 0 - 3 | Pro Victoria | 17-25, 19-25, 19-25        |

## Statistiche

### Statistiche di squadra
| Competizione        | Punti | In casa | In casa | In casa | In trasferta | In trasferta | In trasferta | Totale | Totale | Totale |
| Competizione        | Punti | G       | V       | P       | G            | V            | P            | G      | V      | P      |
| ------------------- | ----- | ------- | ------- | ------- | ------------ | ------------ | ------------ | ------ | ------ | ------ |
| Serie A1            | 54    | 15      | 13      | 2       | 14           | 8            | 6            | 29     | 21     | 8      |
| Coppa Italia        | -     | 1       | 1       | 0       | 0            | 0            | 0            | 2      | 1      | 1      |
| Supercoppa italiana | -     | 1       | 1       | 0       | 1            | 0            | 1            | 2      | 1      | 1      |
| Coppa CEV           | -     | 3       | 3       | 0       | 3            | 3            | 0            | 6      | 6      | 0      |
| Totale              | -     | 20      | 18      | 2       | 18           | 11           | 7            | 39     | 29     | 10     |

G = partite giocate; V = partite vinte; P = partite perse

### Statistiche dei giocatori
| Giocatore       | Serie A1 | Serie A1 | Serie A1 | Serie A1 | Serie A1 | Coppa Italia | Coppa Italia | Coppa Italia | Coppa Italia | Coppa Italia | Supercoppa italiana | Supercoppa italiana | Supercoppa italiana | Supercoppa italiana | Supercoppa italiana | Coppa CEV | Coppa CEV | Coppa CEV | Coppa CEV | Coppa CEV | Totale | Totale | Totale | Totale | Totale |
| Giocatore       | P        | PT       | AV       | MV       | BV       | P            | PT           | AV           | MV           | BV           | P                   | PT                  | AV                  | MV                  | BV                  | P         | PT        | AV        | MV        | BV        | P      | PT     | AV     | MV     | BV     |
| --------------- | -------- | -------- | -------- | -------- | -------- | ------------ | ------------ | ------------ | ------------ | ------------ | ------------------- | ------------------- | ------------------- | ------------------- | ------------------- | --------- | --------- | --------- | --------- | --------- | ------ | ------ | ------ | ------ | ------ |
| E. Begić        | 26       | 233      | 187      | 33       | 13       | 2            | 32           | 27           | 3            | 2            | 2                   | 16                  | 12                  | 0                   | 4                   | 5         | 29        | 19        | 7         | 3         | 35     | 310    | 245    | 43     | 22     |
| G. Carraro      | 18       | 12       | 7        | 4        | 1        | 2            | 0            | 0            | 0            | 0            | 1                   | 1                   | 0                   | 0                   | 1                   | 5         | 4         | 0         | 2         | 2         | 26     | 17     | 7      | 6      | 4      |
| A. Danesi       | 29       | 286      | 177      | 98       | 11       | 2            | 17           | 14           | 3            | 0            | 0                   | 0                   | 0                   | 0                   | 0                   | 6         | 42        | 24        | 18        | 0         | 37     | 345    | 215    | 119    | 11     |
| L. Heyrman      | 29       | 290      | 206      | 83       | 1        | 2            | 15           | 10           | 5            | 0            | 2                   | 28                  | 22                  | 6                   | 0                   | 6         | 59        | 42        | 16        | 1         | 39     | 392    | 280    | 110    | 2      |
| H. Hryškevič    | 22       | 44       | 36       | 3        | 5        | 1            | 1            | 1            | 0            | 0            | 1                   | 0                   | 0                   | 0                   | 0                   | 5         | 10        | 9         | 0         | 1         | 29     | 55     | 46     | 3      | 6      |
| F. Meijners     | 27       | 241      | 209      | 15       | 17       | 2            | 29           | 25           | 2            | 2            | 2                   | 7                   | 6                   | 0                   | 1                   | 6         | 46        | 39        | 3         | 4         | 37     | 323    | 279    | 20     | 24     |
| B. Negretti     | 9        | 0        | 0        | 0        | 0        | 0            | 0            | 0            | 0            | 0            | 1                   | 0                   | 0                   | 0                   | 0                   | 4         | 1         | 0         | 0         | 1         | 14     | 1      | 0      | 0      | 1      |
| J. Obossa       | 13       | 37       | 30       | 5        | 2        | 2            | 0            | 0            | 0            | 0            | 1                   | 0                   | 0                   | 0                   | 0                   | 5         | 11        | 7         | 4         | 0         | 21     | 48     | 37     | 9      | 2      |
| A. Orro         | 25       | 78       | 35       | 23       | 20       | 2            | 4            | 2            | 1            | 1            | 2                   | 10                  | 4                   | 3                   | 3                   | 4         | 10        | 6         | 3         | 1         | 33     | 102    | 47     | 30     | 25     |
| H. Orthmann     | 26       | 270      | 219      | 17       | 34       | 1            | 0            | 0            | 0            | 0            | 2                   | 38                  | 34                  | 3                   | 1                   | 5         | 57        | 48        | 1         | 8         | 34     | 365    | 301    | 21     | 43     |
| B. Parrocchiale | 29       | 0        | 0        | 0        | 0        | 2            | 0            | 0            | 0            | 0            | 2                   | 0                   | 0                   | 0                   | 0                   | 6         | 0         | 0         | 0         | 0         | 39     | 0      | 0      | 0      | 0      |
| F. Squarcini    | 29       | 31       | 7        | 3        | 21       | 2            | 2            | 0            | 0            | 2            | 2                   | 28                  | 17                  | 9                   | 2                   | 6         | 14        | 10        | 2         | 2         | 39     | 75     | 34     | 14     | 27     |
| L. Van Hecke    | 29       | 448      | 382      | 37       | 29       | 2            | 27           | 22           | 4            | 1            | 2                   | 36                  | 35                  | 0                   | 1                   | 6         | 90        | 73        | 16        | 1         | 39     | 601    | 512    | 57     | 32     |

P = presenze; PT = punti totali; AV = attacchi vincenti; MV = muri vincenti; BV = battute vincenti